# William E. Sawyer
William Edward Sawyer (* 1850 in Brunswick, Maine; † 15. April 1883 in New York City) war ein Ingenieur und Geschäftsmann auf dem Gebiet der frühen Elektrotechnik.
Um 1880 machte er zahlreiche brauchbare und geschäftstaugliche Erfindungen zu den Anwendungsbereichen der damals boomenden neuen Industriebranche. Die von Sawyer entwickelte Glühlampe war zu dieser Zeit Konkurrenz für Thomas A. Edisons Glühlampe. Für die Nachwelt sind besonders seine Pläne für ein fernsehähnliches elektrisches Gerät interessant – ein englisch Apparatus for rendering visible objects at a distance, das Sawyer 1877 erstmals vor Zeugen präsentierte und im Scientific American vom 12. Juni 1880 mit technischen Skizzen beschrieb.

## Beruflicher Weg und technische Entwicklungen
William E. Sawyer hatte zunächst als Telegrafist und dann als Korrespondent der Boston Post und des Boston Daily Traveller in Washington gearbeitet, bis 1875 der New Yorker Geschäftsmann Spencer D. Schuyler den 25-Jährigen nach New York und in seine Firma holte.  Für Schuyler und später mit anderen Geschäftspartnern entwickelte Sawyer Geräte, Anlagen und Schaltvorrichtungen für fast alle kommerziellen Anwendungsgebiete der Elektrizität. Er entwickelte 1880 eine Glühlampe, die sehr großes Geschäftsinteresse weckte. Insgesamt gut 50 Patente wurden auf Sawyer eingetragen. Der Scientific American und andere Zeitschriften berichteten regelmäßig über seine Arbeiten.

## Konstruktionspläne für ein Fernsehgerät
Im Oktober 1877 lud Sawyer verschiedene Persönlichkeiten der New Yorker Elektrobranche in die Geschäftsräume seines elektrotechnischen Unternehmens in Lower Manhattan ein. Sawyer präsentierte Konstruktionspläne für ein Gerät, das die meisten Prinzipien des Fernsehens richtig kombinierte.  Sawyer nennt in der Beschreibung einen Bildträger, der aus mindestens 10.000 einzelnen Selenium-Bildpunkten zusammengesetzt sein sollte: „. . . this surface should be composed of at least 10,000 insulated Selenium points (...)“. Er berichtet von seinem Bemühen, einen Lichtstrahl in einer Kreisbewegung mit solch hoher Geschwindigkeit die Bildfläche abtasten zu lassen, dass dem Betrachter bei der Wiedergabe aufgrund der Trägheit des menschlichen Auges ein ruhendes Bild sichtbar würde.
Ab 1880 wurde Sawyers Erfindung in Europa, wo bereits andere Erfinder mit Technologien des „seeing by electricity“ beschäftigt waren, gleichwertig mit anderen Erfindungen zur frühen Fernsehtechnik gehandelt.
Möglicherweise hatte Sawyer seine Pläne präsentiert, um Kapitalgeber für weitere Forschungen zu gewinnen. Sawyers Geschäftskorrespondenz zeigt, dass sein Berufsleben in jenen Jahren eine beständige Folge von Verhandlungsterminen mit Finanziers und Anwälten war. Er betrieb in Lower Manhattan ein enges Netz von Werkstätten, in denen er an mehreren technischen Projekten gleichzeitig arbeitete.

## Probleme, Mordanklage und Tod
Sawyer war ein Mensch mit schwierigem Charakter. Im Oktober 1877 wurde er wegen häufiger Trunkenheit aus der Firma Spencer D. Schuylers entlassen. Wenige Jahre später nahm seine Laufbahn ein abruptes Ende. 1881 schoss er auf offener Straße einen Wohnungsnachbarn nieder. Kurz vor Antritt einer Zuchthausstrafe starb Sawyer 1883 im Alter von nur 33 Jahren.

## Sawyers Patente in den Folgejahren
Weil die auf Sawyer eingetragenen Patente über seinen Tod hinaus wertvoll waren, gründete sein Geschäftspartner Albon Man 1884 auf beider Namen eine neue Firma, die sich in einen lang dauernden und historisch bedeutenden Patentrechtsprozess gegen Thomas A. Edison verwickelte. Durch diesen Umstand sind viele Dokumente über die Geschäftstätigkeit von Sawyer und Man erhalten.
Sawyers Glühlampen-Patente wurden später von der Westinghouse Corporation aufgekauft.

## Veröffentlichungen
William Edward Sawyer: Electric lighting by incandescence, and its application to interior illumination. A practical treatise. New York: Van Nostrand, 1881.